# طوطی سفید مویر

طوطی سفید مویر یا نوک‌روشن مویر (نام علمی: Cacatua pastinator pastinator) نام یک زیرگونه از گونه نوک‌روشن غربی است.